# Còlquic dels Pirineus
Colchicum montanum, el còlquic dels Pirineus, és una espècie del gènere Colchicum, que actualment s'inclou dins de la família colquicàcies, encara que tradicionalment havia format part de la gran família de les liliàcies. És una espècie endèmica de les serralades de la península Ibèrica.

## Morfologia
El còlquic dels Pirineus és una planta bulbosa que fa menys d'un pam d'alçada. Les fulles apareixen a la primavera i són linear-lanceolades d'entre 7 i 20 cm de llarg. Les flors de color rosa apareixeran molt més tard, a finals de l'estiu o principis de la tardor. 

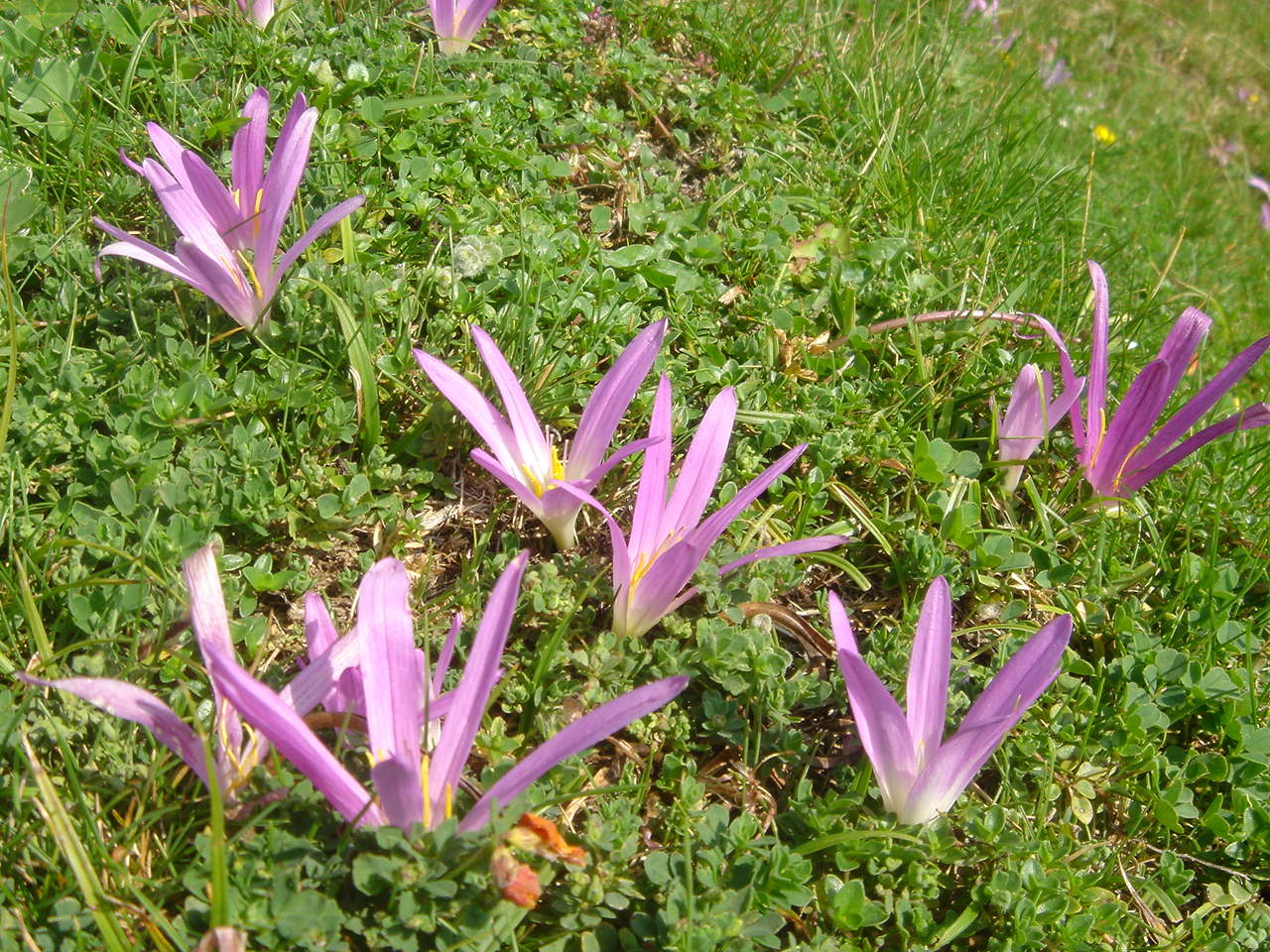
Colchicum montanum

Com totes les espècies que pertanyien a les liliàcies, tenen sis estams i no tres (com les iridàcies a les quals pertanyen els Crocus que són fàcils de confondre). Alguns autors separen aquesta espècie dels altres còlquics i la inclouen dins del gènere Merendera per que els 6 tèpals no estan soldats a la base (encara que ho sembli), les fulles són més curtes i estretes i les anteres dels estams sóm més llargues (comparables amb els filaments).

## Ecologia
Es una planta pròpia dels prats i matollars des de la muntanya mitjana a l'estatge subalpí. La seva flotació és molt tardana, a finals d'estiu o principis de tardor, evitant així la competència amb altres espècies més robustes que apareixen abans. El nom de gènere Merendera li va posar el conegut botànic i explorador francès Louis Ramond de Carbonnières, que explicava que era el nom que li donaven els pastors dels Pirineus en castellà ("quitameriendas") fent referència al fet que quan floria aquesta flor, el dia s'anava fent més curt i podien estalviar-se de carregar el berenar al sarró.

## Sinònims
•	Merendera montana (L.) Lange
•	Merendera pyrenaica (Pourr.) P. Fourn.